# Georg Lipp
Georg Lipp (* 15. April 1904 in Winden bei Haag; † 19. März 1983 in Rosenheim) war ein deutscher Politiker (CSU).

## Leben
Lipp studierte nach Abschluss der humanistischen Bildung Theologie. Am 29. Juni 1932 fand seine Priesterweihe in Freising statt und er arbeitete in den folgenden Jahren in verschiedenen Orten Oberbayerns in der praktischen Seelsorge. Er wurde zum 1. Januar 1936 Probst auf dem Petersberg und sorgte von dort aus für die seelsorgliche Betreuung des Gebirgsjäger der 1. Gebirgsdivision. Nach der bedingungslosen Kapitulation der Wehrmacht war er als Religionslehrer am städtischen Mädchenrealgymnasiums und der Mittelschule Rosenheim. Ferner unterrichtete er Religionslehre an der Landwirtschaftsschule Rosenheim. Im Jahr 1951 wurde er 1. Kreisvorsitzender der CSU Rosenheim.
Lipp war vom 13. Dezember 1954 bis zum 3. Dezember 1958 für den Wahlkreis Oberbayern Mitglied des Bayerischen Landtages sowie der dortigen CSU-Fraktion. Im Landtag war er des Weiteren Mitglied des Ausschusses zur Förderung des technischen Nachwuchses, des Ausschusses zur Einbringung von Vorschlägen für die Verwaltungsvereinfachung, des Ausschusses für Geschäftsordnung und Wahlprüfung, des Ausschusses Bayern Pfalz sowie des Ausschusses für Sozialpolitische Angelegenheiten.